# 25 Batalion Celny
25 Batalion Celny – jednostka organizacyjna formacji granicznych II Rzeczypospolitej.

## Formowanie i zmiany organizacyjne
Na podstawie rozkazu Ministra Spraw Wojskowych L.7300/Mob. z dnia 9 czerwca 1921 w miejsce batalionów etapowych utworzone zostały bataliony celne. 25 batalion celny powstał w granicach DOG Lublin, a zorganizowano go na bazie I/VI i VI/VI batalionu etapowego. Etat batalionu wynosił 14 oficerów i 600 szeregowych. Podlegał Ministerstwu Spraw Wewnętrznych.
Mimo że batalion był w całym tego słowa znaczeniu oddziałem wojskowym, nie wchodził on w skład pokojowego etatu armii. Uniemożliwiało to uzupełnianie z normalnego poboru rekruta. Ministerstwo Spraw Wojskowych zarówno przy ich formowaniu, jak i uzupełnianiu przydzielało mu często żołnierzy podlegających zwolnieniu, oficerów rezerwy oraz szeregowców i oficerów zakwalifikowanych przez dowództwa okręgów generalnych jako nie nadających się do dalszej służby wojskowej.
W listopadzie 1921 Ministerstwo Spraw Wewnętrznych postanowiło powołać brygady celne. 25 batalion celny znalazł się w strukturze 6 Brygady Celnej. 
Wykonując postanowienia uchwały Rady Ministrów z 23 maja 1922, Minister Spraw Wewnętrznych rozkazem z 9 listopada 1922 zmienił nazwę „Baony Celne” na „Straż Graniczna”. Wprowadził jednocześnie w formacji nową organizację wewnętrzną. 25 batalion celny przemianowany został na 25 batalion Straży Granicznej.

## Służba celna
Odcinek batalionowy podzielony był na cztery pododcinki, które obsadzały kompanie wystawiające posterunki i patrole. Posterunki wystawiano wzdłuż linii granicznej w taki sposób, by mogły się nawzajem widzieć w dzień. W tym zakresie batalion współpracował z posterunkami i patrolami Policji Państwowej. Współpraca polegała na tym, że te pierwsze wystawiały wzdłuż linii granicznej stale posterunki i patrole, natomiast policja tworzyła je w głębi strefy, poza linią graniczną. W zakresie ochrony granicy batalion podlegał staroście.
Sąsiednie bataliony
- 23 batalion celny ⇔ 26 batalion celny – IX 1921
- 38 batalion celny ⇔ 35 batalion celny – XII 1921[10]

## Kadra batalionu
Dowódcy batalionu
| stopień     | imię i nazwisko       | okres pełnienia służby | kolejne stanowisko                                |
| ----------- | --------------------- | ---------------------- | ------------------------------------------------- |
| płk         | Franciszek Damaszko   | p.o. X 1921 – I 1922   | w 1923 w stanie spoczynku                         |
| ppłk piech. | Stefan Erazm Taborski | II 1922 – IX 1922      | stan spoczynku, mianowany tytularnym pułkownikiem |
| kpt.        | Tadeusz Sadowski      | od X 1922              |                                                   |

## Struktura organizacyjna
| Ordre de Bataille 25 batalionu celnego w Szumsku na dzień 1 października 1921 | Ordre de Bataille 25 batalionu celnego w Szumsku na dzień 1 października 1921 | Ordre de Bataille 25 batalionu celnego w Szumsku na dzień 1 października 1921 | Ordre de Bataille 25 batalionu celnego w Szumsku na dzień 1 października 1921 | Ordre de Bataille 25 batalionu celnego w Szumsku na dzień 1 października 1921 |
| kompania                                                                      | 1. Szumsk                                                                     | 2. Radoszówka                                                                 | 3. Łanowce                                                                    | 4. Ostróg                                                                     |
| ----------------------------------------------------------------------------- | ----------------------------------------------------------------------------- | ----------------------------------------------------------------------------- | ----------------------------------------------------------------------------- | ----------------------------------------------------------------------------- |
| dowódcy                                                                       | por. Mieczysław Stefański                                                     | por. Leon Jurczak                                                             | kpt. Piotr Błyskal                                                            | por. Leopold Ceratowski                                                       |
| placówka                                                                      | Bołożówka                                                                     | Pańkowce                                                                      | Szczęsnówka                                                                   | Lachów                                                                        |
| placówka                                                                      | skrzyżowanie                                                                  | Ch. Radoszówka                                                                | Ch. Szczęsnówka                                                               | Botodkowice                                                                   |
| placówka                                                                      | Suraż                                                                         | Szkrobatówka                                                                  | Białozórka                                                                    | Stójło                                                                        |
| placówka                                                                      | Chodaki                                                                       | Ch. Mogiła                                                                    | skrzyżowanie                                                                  | Międzyrzecze                                                                  |
| placówka                                                                      | Zakoty                                                                        | Sadki                                                                         | na polu                                                                       | Ostróg I                                                                      |
| placówka                                                                      | Wilia I                                                                       | Kunowica                                                                      | Mołodków                                                                      | Ostróg II                                                                     |
| placówka                                                                      | Wilja II                                                                      |                                                                               | Łysogórka                                                                     | Ostróg III                                                                    |
| placówka                                                                      |                                                                               |                                                                               | Kozaczki                                                                      | Ostróg IV                                                                     |
| placówka                                                                      |                                                                               |                                                                               | Hrynki                                                                        | Ostróg V                                                                      |
| placówka                                                                      |                                                                               | Grzybowa                                                                      |                                                                               |                                                                               |
| placówka                                                                      |                                                                               | Juśkowce most                                                                 |                                                                               |                                                                               |
| placówka                                                                      |                                                                               | Juśkowce                                                                      |                                                                               |                                                                               |
| OdeB 25 batalionu celnego w Łanowcach na dzień 1 września 1922                |                                                                               |                                                                               |                                                                               |                                                                               |
| kompania                                                                      | 1. Grzybowa                                                                   | 2. Radoszówka                                                                 | 3. Białozórka                                                                 | 4. Dederkały                                                                  |
| dowódcy                                                                       | por. Jan Oberfeld                                                             | por. Leon Jurczak                                                             | por. Władysław Wollk                                                          | kpt. Jan Iwanicki                                                             |
| wartownia                                                                     | Ośniki                                                                        | Michałówka                                                                    | Szczęsnówka                                                                   | Sadki                                                                         |
| wartownia                                                                     | Kozaczki                                                                      | futor Radoszówka                                                              | futor Księży                                                                  |                                                                               |
| wartownia                                                                     | Grzybowa                                                                      | Radoszówka                                                                    | Mołodków                                                                      |                                                                               |
| wartownia                                                                     | Grzybowa                                                                      | Szkrobotówka                                                                  |                                                                               |                                                                               |
| wartownia                                                                     | Juskowce                                                                      | futor Mogiła                                                                  |                                                                               |                                                                               |
| wartownia                                                                     | futor Brzezina                                                                |                                                                               |                                                                               |                                                                               |